# Pseudoanthidium micronitens
Pseudoanthidium micronitens är en biart som beskrevs av Pasteels 1981. Pseudoanthidium micronitens ingår i släktet Pseudoanthidium och familjen buksamlarbin. Inga underarter finns listade i Catalogue of Life.